# Zakarias Wattrang
Zakarias Wattrang (urspr. Zakarias Wattrangius), född den 5 december 1620 i Södertälje, död den 30 juli 1687 i Stockholm, var en svensk läkare vilken var delaktig i bildandet av Collegium medicum.

## Biografi
Zakarias Wattrang var son till hovpredikanten Johannes Wattrangius (1578–1652) av släkten Wattrangius och dennes hustru Brita Roslagia. Vid 13 års ålder, i september 1633, blev Wattrang inskriven som student vid Uppsala universitet. Vid 30 års ålder, år 1650, promoverades han till med. doktor i Angers, Frankrike. Efter hemkomsten från Frankrike utnämndes han 1652 till stadsfysikus i Falun. Bistod som läkare vid svenska ambassadens resa till Ryssland 1654–1657.
Utnämnd till stadsmedikus i Stockholm 3 maj 1659. Rådman i Stockholm 12 maj 1667, en befattning vilken han avträdde 1678 men fick den 13 februari 1680 tillstånd av kungen att behålla rådmanslönen. Utnämnd till livmedikus 31 maj 1671. Blev adlad under namnet Wattrang den 19 juni 1673 tillsammans med sin yngre bror Jakob Wattrang. Samma år köpte han gården Gillberga i Fasterna socken, Uppland av Gustaf Gabrielsson Oxenstierna. Tog introduktion på Riddarhuset år 1675 under nr 848. Utöver dessa utnämningar var Zakarias häradshövding i Rasbo och Olands härader i Uppland (20 oktober 1677); arkiater 1680 och ordförande i Collegium medicum 1682. 
Zakarias var gift 1:a gången med Margareta Mikaelsdotter (döpt 2 januari 1627 i Sankt Nikolai församling, död 5 juli 1627), dotter till rådmannen i Stockholm, Mikael Abrahamsson och dennes hustru Margareta Persdotter Svan. Paret fick fyra barn:
- Johan Wattrang (1659-1724), vice president i Svea hovrätt
- Gustav Wattrang (1660-1717), amiral vid svenska amiralitetet
- Margareta Wattrang (1662-1720), gift den 2 november 1680 i Stockholm med överkamrerare Samuel Franc (1645-1713).
- Brita Wattrang (1666-1696), gift den 1 januari 1689 i Stockholm med revisionssekreteraren Johan Gyllenkrok (1650-1710).

Gift 2:a gången 1675 med Maria Katarina Karckman (död 1681), dotter till rådmannen i Stockholm, Henrick Karckman och dennes hustru Anna Andersdotter.
Gift 3:e gången 1681 med Katarina von Qwickelberg (född 1648), dotter till borgmästaren Johan von Qwickelberg och dennes hustru Elisabet de Courtas.
Zakarias Wattrang begravdes i Storkyrkan i Stockholm den 29 september 1687.

## Kuriosa
År 1663 bildades den svenska läkarorganisationen Collegium medicum på initiativ av Grégoire François Du Rietz tillsammans med tre andra läkare, däribland Zakarias Wattrang som sedermera kom att bli ordförande i nämnda organisation 1682.